# Artur Świergiel
Artur Hugo Świergiel (ur. 26 sierpnia 1952 w Szczecinie) – polski zootechnik, neurofizjolog, badacz zachowania się zwierząt, farmakolog. Profesor nauk biologicznych. Działacz społeczny i polityczny.

## Życiorys
Jego ojciec był inżynierem, matka doktorem medycyny. Uczęszczał do szkół w Szczecinie, Trzciance, Milanówku, Toruniu, Otwocku i Warszawie. Matura w 1971 r. w warszawskim liceum im. Hugona Kołłątaja. Tytuł magistra inżyniera uzyskany w 1976 r. na Wydziale Zootechniki Szkoły Głównej Gospodarstwa Wiejskiego w Warszawie. W latach 1975–1978 odbył studia z zakresu arabistyki na Studium Afrykanistycznym Uniwersytetu Warszawskiego.

## Działalność naukowa

### Przebieg kariery
W latach od 1976 do 2010 pracował w Instytucie Genetyki i Hodowli Zwierząt Polskiej Akademii Nauk w Jastrzębcu. Od roku 1981 do 2008 przebywał na urlopie w związku z wyjazdem naukowym za granicę. W latach 1981–1986 przebywał na stypendium w Sidney Sussex College Uniwersytetu w Cambridge. Tam otrzymał w 1986 r. doktorat za pracę „Ingestive and Thermoregulatory Behaviour in Young Pigs” (Zachowanie pokarmowe i termoregulacyjne młodych świń).
W roku akademickim 1986–1987 przebywał na angielskim stypendium „European Royal Society Research Fellowship” w Instytucie Farmakologii Uniwersytetu w Lozannie. W roku akademickim 1987/88 adiunkt (Professeur associé) Uniwersytetu w Lyonie. Od 1988 do 1991 roku profesor wizytujący na Wydziale Psychologii, a następnie na Wydziale Psychiatrii Uniwersytetu Wisconsin–Madison. Od 1992 roku Assistant Professor na Wydziale Farmakologii, Toksykologii i Neurologii w Centrum Nauk o Zdrowiu Uniwersytetu Stanowego w Luizjanie (Department of Pharmacology, Toxicology and Neuroscience, Louisiana State University Health Sciences Center Shreveport). Habilitował się w 2001 r. w Instytucie Genetyki i Hodowli Zwierząt PAN w Jastrzębcu. W 2002 r. przyjęty na etat docenta w Zakładzie Neurofizjologii Instytutu Biologii Doświadczalnej im. M. Nenckiego Polskiej Akademii Nauk Od 2007 profesor nadzwyczajny od 2009 profesor zwyczajny Uniwersytetu Gdańskiego, kierownik Pracowni Behawioru i Stresu w Katedrze Fizjologii Zwierząt i Człowieka Wydziału Biologii. W 2008 roku powrócił na stałe do Polski w związku z propozycją utworzenia Wydziału Neurofizjologii na Uniwersytecie Gdańskim. W 2009 r. otrzymał tytuł naukowy profesora. Od 1 sierpnia 2017 został powołany na stanowisko dyrektora Instytutu Biotechnologii Przemysłu Rolno-Spożywczego im. prof. Wacława Dąbrowskiego. 1 marca 2024 zakończył pełnienie tej funkcji.

### Publikacje naukowe
Auto lub współautor ponad dwustu prac naukowych publikowanych głównie w czasopismach zagranicznych. Do najczęściej cytowanych należą:
- Dunn AJ, Swiergiel AH, de Beaurepaire R., Cytokines as mediators of depression: what can we learn from animal studies?, Neurosci Biobehav Rev 29: 891-909
- Swiergiel AH, Lorey K. Takahashi, Ned H. Kalin, Attenuation of stress-induced behavior by antagonism of corticotropin-releasing factor receptors in the central amygdala in the rat, Brain Research 623(2):229-34 · November 1993
- Artur Swiergiel, Adrian J Dunn, Effects of interleukin-1?? and lipopolysaccharide on behavior of mice in the elevated plus-maze and open field tests, Pharmacology Biochemistry and Behavior 86(4):651-9 · May 2007

### Dydaktyka i opieka naukowa
Wykładowca Collegium Civitas w Warszawie.
- Prace doktorskie wypromowane przez prof. Artura Świergiela na Uniwersytecie Gdańskim. biology.ug.edu.pl. [zarchiwizowane z tego adresu (2017-08-11)].

## Działalność społeczna i polityczna

### CzasyPRL
W 1980 r. współzałożyciel Niezależnego Samorządnego Związku Zawodowego Pracowników Nauki, Techniki i Oświaty zjednoczonego wkrótce z NSZZ „Solidarność”. Członek Zarządu Regionalnego „Mazowsze” NSZZ „Solidarność”.

#### Okres pobytu za granicą
W czasie pobytu w Wielkiej Brytanii współzałożyciel i członek powstałej 27 marca 1981 r. „Grupy Roboczej Solidarności”. Od 20 grudnia 1981 r. przewodniczący „Zespołu działań Solidarności” składającego się z członków NSZZ „Solidarność” oraz NZS przebywających czasowo w Anglii, następnie, od kwietnia 1982 działacz „Biura Informacyjnego Solidarności”. Członek Rady „Biura Koordynacyjnego NSZZ »Solidarność« za Granicą”. Od 1984 działacz „Polish Solidarity Campaign”.

### CzasyIII Rzeczypospolitej
W Wyborach Samorządowych w 2014 r. kandydował z ramienia PiS do Rady Warszawy w Okręgu 1 – Śródmieście i Ochota. Od 2015 członek Narodowej Rady Rozwoju przy prezydencie Rzeczypospolitej Polskiej, kierownik sekcji „Nauka, innowacje”. Członek Rady Programowej Narodowego Kongresu Nauki (19–20 września 2017, Kraków). 
Wszedł w skład komitetu wspierającego kandydaturę Karola Nawrockiego na prezydenta RP w wyborach w 2025.

## Członkostwo w organizacjach

### Organizacje naukowe
Członek Towarzystwa Naukowego Warszawskiego (Wydział IV Nauk Biologicznych).

### Organizacje społeczne
W 2013 r. był współzałożycielem Akademickiego Klubu Obywatelskiego im. Prezydenta Lecha Kaczyńskiego w Warszawie, w którym został wybrany przewodniczącym.
Wraz z Markiem Garzteckim, Mirosławem Chojeckim, Mieczysławem Gilem, Janem Rulewskim i innymi działaczami współzałożyciel Fundacji Dobrego Państwa

## Nagrody
9 grudnia 2016 r. otrzymał Nagrodę Ministra Nauki i Szkolnictwa Wyższego za całokształt dorobku naukowego.

## Odznaczenia
- Krzyż Oficerski Orderu Odrodzenia Polski – 2025[25]
- Krzyż Kawalerski Orderu Odrodzenia Polski – 2015[26][27]
- Srebrny Medal „Zasłużony dla Nauki Polskiej Sapientia et Veritas” – 2023[28]